# Acacia riparia
Acacia riparia är en ärtväxtart som beskrevs av Carl Sigismund Kunth. Acacia riparia ingår i släktet akacior, och familjen ärtväxter. IUCN kategoriserar arten globalt som livskraftig.

## Underarter
Arten delas in i följande underarter:
- A. r. angustifolia
- A. r. media
- A. r. multijuga
- A. r. riparia